# Maladie du mouton de Nairobi
La maladie du mouton de Nairobi est une arbovirose des ovins et des caprins causée par un Nairovirus de la famille des Bunyaviridae. Elle est caractérisée par un taux de mortalité variant de 40 à 90 %, et elle doit toujours être suspectée chez des animaux récemment déplacés d’une zone indemne de maladie vers une zone d’enzootie.

## Epidémiologie
La maladie du mouton de Nairobi est une maladie animale touchant les ovins et les caprins, causée par un Nairovirus de la famille des Bunyaviridae, transmis par une tique et non contagieuse. Elle se traduit par une mortalité importante touchant des troupeaux d’ovins ou de caprins après un déplacement d’une zone indemne vers une zone d’enzootie. Des foyers peuvent également se développer dans des zones nouvellement colonisées par les tiques vectrices, notamment à la suite de pluies abondantes ou de changements environnementaux. 
La maladie intervient après des mouvements d’animaux d'une zone indemne vers une zone d’enzootie, et elle peut être évitée lorsqu’on a identifié ces dernières. Les bovins et les espèces-gibier sont réfractaires à l’infection. 

## Virus responsable
Le virus responsable est un Nairovirus de la famille des Bunyaviridae, un virus enveloppé à ARN à simple brin.

## Symptômes
Les symptômes de la maladie du mouton de Nairobi sont les mêmes chez les ovins et les caprins.  Elle se traduit par une très forte fièvre, de l’abattement, de la diarrhée et des avortements. 
L'incubation dure de 2 à 5 jours, marquée par une fièvre très élevée un abattement profond, l’anorexie et le refus de se déplacer. Les animaux malades ont la tête basse et présentent une conjonctivite et un jetage séro-sanguinolent. Les ganglions pré-scapulaires et pré-cruraux sont alors palpables. 36 à 56 h après la phase fébrile, suit une diarrhée d'abord profuse, aqueuse et fétide, puis hémorragique et muqueuse. Elle s'accompagne de déshydratation, de coliques douloureuses et de ténesme. L'infection provoque immanquablement des avortements chez les femelles gravides.
La forme suraiguë emporte les malades dans la journée, pendant le pic de fièvre. Dans les jours qui suivent, d’autres animaux décèdent pendant la phase diarrhéique.

## Diagnostic
La présence de la tique Rhipicephalus appendiculatus est constamment associée à la maladie.
L'autopsie ne livre généralement pas de tableau caractéristique et les lésions observées sont celles des affections fébriles des ovins communes dans les zones où la maladie est enzootique.
Le diagnostic différentiel doit prendre en considération la fièvre de la Vallée du Rift, la peste des petits ruminants, la peste bovine, la salmonellose et la cowdriose. Le recours au laboratoire est indispensable pour établir un diagnostic de certitude.

## Vaccination
Des vaccins expérimentaux à virus atténué ont été mis au point, mais ils provoquent des réactions chez certaines races ovines et leur emploi n'a pu être généralisé. L'emploi d'une souche virale adaptée et inactivée a donné de bons résultats, mais aucun vaccin de ce type n'est produit industriellement.

## Potentiel zoonotique
Le virus de la MMN pourrait, exceptionnellement, être à l’origine d’une affection naturelle pseudo-grippale bénigne chez l’homme. Cependant, le virus Ganjam,  à l’origine d’un syndrome animal identique en Inde, a causé au moins 7 contaminations de laboratoire chez l'homme (fièvre et des douleurs articulaires.).